# Frédéric Ier de Saxe-Hildburghausen
Pour les articles homonymes, voir Frédéric Ier.
Frédéric Ier de Saxe-Hildburghausen (29 avril 1763 - 29 septembre 1834) est duc de Saxe-Hildburghausen de 1780 à 1826, puis à la suite d'un échange de territoires, est duc de Saxe-Altenbourg de 1826 à 1834.

## Biographie

### Appartenance à la maison de Saxe
Il est né le 29 avril 1763, Frédéric est le troisième et dernier enfant d'Ernest-Frédéric III de Saxe-Hildburghausen, duc de Saxe-Hildburghausen (1707-1745) et de sa troisième épouse, Ernestine de Saxe-Weimar-Eisenach (1740-1786).
Frédéric de Saxe-Hildburghausen est le troisième et dernier enfant d'Ernest-Frédéric III de Saxe-Hildburghausen, duc de Saxe-Hildburghausen (1707-1745) et de sa troisième épouse, Ernestine de Saxe-Weimar-Eisenach (1740-1786).
Il appartient à la quatrième branche, elle-même issue de la deuxième branche de la Maison de Wettin. La Maison ducale de Saxe-Altenbourg appartient à la branche Ernestine fondée en 1485 par Ernest de Saxe. Joseph de Saxe-Altenbourg appartient à la seconde lignée de Saxe-Altenbourg. La première lignée, fondée en 1603, s'éteignit en 1672, à la mort, sans postérité masculine, de Frédéric-Guillaume III duc de Saxe-Altenbourg.

### Formation
Frédéric de Saxe-Hildburghausen est d'abord été éduqué par, Johann Ulrich Röder, le pasteur de la ville de Hildburghausen. Ensuite, en 1778, il est envoyé à la cour de Gotha pour y suivre une formation complémentaire. C'est le secrétaire du conseil secret de Lichtenstein, le Geheimer Rat Johann Karl von der Becke qui devient son professeur. En 1779, il se rend à Vienne où il est introduit à la cour impériale par son arrière-grand-oncle, Joseph-Frédéric de Saxe-Hildburghausen, et où, par la suite, il prend la tête du commandement du 41e régiment d'infanterie impériale.

### Début du règne
Frédéric de Saxe-Hildburghausen succède à son père en 1780, âgé seulement de dix-sept ans, sous la tutelle de son grand-oncle Joseph Frédéric de Saxe-Hildburghausen qui assume la régence du duché jusqu'à sa mort advenue en 1787. Sous le règne de son père, le duché était soumis aux restrictions imposées par la commission impériale créée par l'empereur Joseph II, afin de régler les graves problèmes financiers du duché de Saxe-Hilburghausen. En 1806, Frédéric de Saxe-Hildburghausen rejoint la confédération du Rhin, voulue par Napoléon, et en 1815 la Confédération germanique.
D'abord duc de Saxe-Hildburghausen à la mort de son père, Frédéric Ier recueille, l'héritage de Frédéric IV de Saxe-Gotha-Altenbourg. Il abandonne alors son duché de Saxe-Hildburghausen à Bernard II de Saxe-Meiningen et devient, le 12 novembre 1826, duc de Saxe-Altenbourg. À la suite de ce partage des possessions ducales saxonnes, Frédéric est le fondateur de la seconde lignée des Saxe-Altenbourg. Le duc Frédéric avait déjà, en 1830, associé au pouvoir son fils aîné Joseph en qualité de co-régent. Joseph devient duc régnant à la mort de son père, le 29 septembre 1834.

### Jalons du règne et échanges territoriaux
En 1795, Frédéric crée un collège de professeurs pour former des maîtres d'école compétents, des écoles rurales sont améliorées et de nouvelles fondées. Le Gymnasium illustre, fondé en 1796 est rétabli en 1812, le salaire trop bas des pasteurs est augmenté, un nouvel hymne (1807) est introduit, le système de secours aux pauvres s'améliore, une école industrielle pour les enfants pauvres est formée, la constitution des domaines provinciaux prend une forme modifiée (1818). Les finances s'améliorèrent et permettent d'acquérir le manoir d'Eishausen.

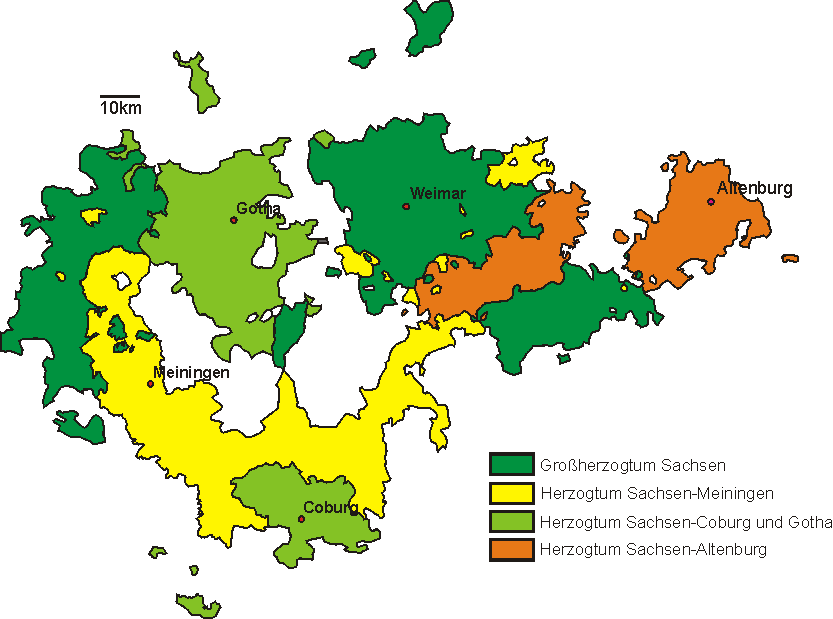
Carte des duchés ernestins en 1825 ; la Saxe-Altenbourg est en orange.

Après la mort du duc Frédéric IV de Saxe-Gotha et Altenbourg (le 11 février 1825), ses terres passent aux maisons ducales saxonnes de Meiningen et Cobourg-Saalfeld et au duc Frédéric qui reçoit le duché d'Altenbourg. Ce traité signé le 12 novembre 1826 permet toutefois à Frédéric de conserver la souveraineté qu'il exerçait sur le bien équestre de Schwanditz (commune de Göllnitz), dans la principauté d'Altenbourg, ainsi que les villages d'Ammelstädt, Bucha, Dienstädt, Etzelbach, Gräfendorf, Kolkwitz, Langenorla, Schweinitz, Oberhasel, Meusebach et Saalthal.
La séparation d'avec sa patrie, sur laquelle il avait régné pendant 40 ans, s'est avérée difficile pour lui ; mais il a dû s'adapter aux circonstances. À Altenbourg, il fait construire les infrastructures plus appropriées et des routes, libère les serfs, sujets des chasseurs, et améliore toutes les branches de l'administration. Après des soulèvements populaires dans plusieurs villes allemande, dans le sillage de la Révolution de Juillet 1830 en France, le 29 avril 1831, le duché de Saxe-Altenbourg reçoit, à l'instar d'autres États allemands, une constitution, limitant les pouvoirs du duc régnant. Les lois doivent désormais être établies par le duc en collaboration avec le parlement de l'État (le Landstag ou diète).
En 1830, Frédéric Ier associe son fils aîné Joseph de Saxe-Altenbourg au pouvoir. L'année suivante, le duché de Saxe-Altenbourg, reçoit, à l'instar d'autres États allemands, une nouvelle constitution limitant désormais les pouvoirs du duc régnant.

### Mort et funérailles
Frédéric Ier meurt, à l'âge de 71 ans au pavillon de chasse de Hummelshain, le 29 septembre 1834, à dix heures du soir. Il est inhumé en grande pompe le 8 octobre suivant dans la crypte de la Schloßkirche, puis transféré dix ans plus tard dans la nouvelle crypte ducale du cimetière d'Altenbourg.

## Famille

### Ascendance
|  |                                                      |  |  |  |  |  |  |  |  |  |  |  |  |
|  | 8. Ernest-Frédéric Ier de Saxe-Hildburghausen        |  |  |  |  |  |  |  |  |  |  |  |  |
|  |                                                      |  |  |  |  |  |  |  |  |  |  |  |  |
|  |                                                      |  |  |  |  |  |  |  |  |  |  |  |  |
|  | 4. Ernest-Frédéric II de Saxe-Hildburghausen         |  |  |  |  |  |  |  |  |  |  |  |  |
|  |                                                      |  |  |  |  |  |  |  |  |  |  |  |  |
|  |                                                      |  |  |  |  |  |  |  |  |  |  |  |  |
|  | 9. Sophie-Albertine d'Erbach-Erbach                  |  |  |  |  |  |  |  |  |  |  |  |  |
|  |                                                      |  |  |  |  |  |  |  |  |  |  |  |  |
|  |                                                      |  |  |  |  |  |  |  |  |  |  |  |  |
|  | 2. Ernest-Frédéric III de Saxe-Hildburghausen        |  |  |  |  |  |  |  |  |  |  |  |  |
|  |                                                      |  |  |  |  |  |  |  |  |  |  |  |  |
|  |                                                      |  |  |  |  |  |  |  |  |  |  |  |  |
|  | 10. Philippe-Charles d'Erbach-Fürstenau              |  |  |  |  |  |  |  |  |  |  |  |  |
|  |                                                      |  |  |  |  |  |  |  |  |  |  |  |  |
|  |                                                      |  |  |  |  |  |  |  |  |  |  |  |  |
|  | 5. Caroline d'Erbach-Fürstenau                       |  |  |  |  |  |  |  |  |  |  |  |  |
|  |                                                      |  |  |  |  |  |  |  |  |  |  |  |  |
|  |                                                      |  |  |  |  |  |  |  |  |  |  |  |  |
|  | 11. Charlotte-Amélie de Kunowitz                     |  |  |  |  |  |  |  |  |  |  |  |  |
|  |                                                      |  |  |  |  |  |  |  |  |  |  |  |  |
|  |                                                      |  |  |  |  |  |  |  |  |  |  |  |  |
|  | 1. Frédéric Ier de Saxe-Hildburghausen               |  |  |  |  |  |  |  |  |  |  |  |  |
|  |                                                      |  |  |  |  |  |  |  |  |  |  |  |  |
|  |                                                      |  |  |  |  |  |  |  |  |  |  |  |  |
|  | 12. Jean-Ernest III de Saxe-Weimar                   |  |  |  |  |  |  |  |  |  |  |  |  |
|  |                                                      |  |  |  |  |  |  |  |  |  |  |  |  |
|  |                                                      |  |  |  |  |  |  |  |  |  |  |  |  |
|  | 6. Ernest-Auguste Ier de Saxe-Weimar-Eisenach        |  |  |  |  |  |  |  |  |  |  |  |  |
|  |                                                      |  |  |  |  |  |  |  |  |  |  |  |  |
|  |                                                      |  |  |  |  |  |  |  |  |  |  |  |  |
|  | 13. Sophie-Augusta d'Anhalt-Zerbst                   |  |  |  |  |  |  |  |  |  |  |  |  |
|  |                                                      |  |  |  |  |  |  |  |  |  |  |  |  |
|  |                                                      |  |  |  |  |  |  |  |  |  |  |  |  |
|  | 3. Ernestine de Saxe-Weimar-Eisenach                 |  |  |  |  |  |  |  |  |  |  |  |  |
|  |                                                      |  |  |  |  |  |  |  |  |  |  |  |  |
|  |                                                      |  |  |  |  |  |  |  |  |  |  |  |  |
|  | 14. Georges-Frédéric-Charles de Brandebourg-Bayreuth |  |  |  |  |  |  |  |  |  |  |  |  |
|  |                                                      |  |  |  |  |  |  |  |  |  |  |  |  |
|  |                                                      |  |  |  |  |  |  |  |  |  |  |  |  |
|  | 7. Sophie-Charlotte de Brandebourg-Bayreuth          |  |  |  |  |  |  |  |  |  |  |  |  |
|  |                                                      |  |  |  |  |  |  |  |  |  |  |  |  |
|  |                                                      |  |  |  |  |  |  |  |  |  |  |  |  |
|  | 15. Dorothée de Schleswig-Holstein-Sonderbourg-Beck  |  |  |  |  |  |  |  |  |  |  |  |  |
|  |                                                      |  |  |  |  |  |  |  |  |  |  |  |  |
|  |                                                      |  |  |  |  |  |  |  |  |  |  |  |  |

### Descendance
Il épouse, le 3 septembre 1785 au château de Hildburghausen, la duchesse Charlotte de Mecklembourg-Strelitz (1769-1818), fille du grand-duc Charles II de Mecklembourg-Strelitz et de la grande-duchesse Frédérique de Hesse-Darmstadt. Ils ont douze enfants.
- Frédéric de Saxe-Hildburghausen (12 juin 1786 - 30 juillet 1786), célibataire, sans enfants ;
- Charlotte de Saxe-Hildburghausen (17 juin 1787 - 12 juillet 1847) épouse le duc Paul-Charles de Wurtemberg (19 janvier 1785 - 16 avril 1852), dont descendance ;
- Augusta de Saxe-Hildburghausen (29 juillet 1788 - 29 juillet 1788), célibataire, sans enfants ;
- Joseph de Saxe-Altenbourg, 2e duc de Saxe-Altenbourg (27 août 1789 - 25 novembre 1868) épouse la duchesse Amélie de Wurtemberg (28 juin 1799 - 28 novembre 1848), dont descendance ;
- Frédérique de Saxe-Hildburghausen (18 janvier 1791 - 27 mars 1791), célibataire, sans enfants ;
- Thérèse de Saxe-Hildburghausen (8 juillet 1792 - 26 octobre 1854) épouse le duc Louis de Bavière (25 août 1786 - 29 février 1868), dont descendance ;
- Louise de Saxe-Hildburghausen (28 janvier 1794 - 6 avril 1825) épouse le duc Guillaume de Nassau (14 juin 1792 - 20 août 1839), dont descendance ;
- François de Saxe-Hildburghausen (13 avril 1795 - 28 mai 1800), célibataire, sans enfants ;
- Georges de Saxe-Altenbourg, 3e duc de Saxe-Altenbourg (24 juillet 1796 - 3 août 1853) épouse la duchesse Marie-Louise de Mecklembourg-Schwerin (31 mars 1803 - 26 octobre 1862), dont descendance ;
- Frédéric de Saxe-Altenbourg (1801-1870), duc de Saxe-Altenbourg (4 octobre 1801 - 1er juillet 1870), célibataire, sans enfants ;
- Maximilien de Saxe-Hildburghausen (19 février 1803 - 29 mars 1803), célibataire, sans enfants ;
- Édouard de Saxe-Altenbourg (3 juillet 1804 - 16 mai 1852) épouse en premières noces la princesse Amélie de Hohenzollern-Sigmaringen (30 avril 1805 - 14 janvier 1841), dont descendance, puis épouse en secondes noces la princesse Louise Reuss de Greiz (3 décembre 1822 - 28 mai 1875), dont descendance.

## Distinctions

### Décorations[8]

#### Royaume de Bavière
- Chevalier de l'Ordre de Saint-Hubert

#### Royaume de Prusse
- Chevalier de l'Ordre de l'Aigle Noir

#### Royaume de Saxe
- Chevalier de l'Ordre de la Couronne de Saxe

#### Grand-duché de Saxe-Weimar-Eisenach
- Grand-croix de l'Ordre du Faucon blanc